# Canal iónico dependente de voltagem
Os canais iónicos dependentes de tensão são uma classe de canais iónicos transmembranares que são activados por alterações de diferença de potencial eléctrico perto do canal; a presença deste tipo de canais iónicos é especialmente crítica nos neurónios, mas são comuns em muitos tipos de células.
Exercem um papel crucial em tecidos neuronais e musculares excitáveis, permitindo uma rápida e coordenada despolarização em resposta a alterações de tensão. Ao longo de todo o axónio e na sinapse, os canais dependentes de tensão propagam direccionalmente os sinais eléctricos.

## Estrutura
São geralmente compostas por diversas subunidades, dispostas de tal maneira que se forma um poro central através do qual os íons poderão se deslocar em função do seu gradiente electroquímico. Os canais tendem a ser específicos para um determinado iõns, apesar de iõns com carga e tamanho idêntico também possam, até um determinado limite, atravessar o canal.

## Exemplos
Exemplos incluem:
- os canais de sódio e os canais de potássio dependentes de tensão, localizados nos nervos e músculos.
- o canal de cálcio dependente de voltagem, que desempenha um papel na libertação de neurotransmissores na terminação pré-sináptica.

## Mecanismo
Através de estudos estruturais de cristalografia de raios-X de um canal de potássio, assumindo que esta estrutura permanece intacta na membrana plasmática correspondente, é possível supor que quando uma diferença de potencial é introduzida na membrana, o campo electromagnético associado induz uma alteração conformacional no canal de potássio. Esta mudança de conformação distorce a forma dos canais proteicos de maneira suficientemente forte, permitindo que a cavidade ou canal se abra para admitir o influxo ou efluxo de iões através da membrana. Esta movimentação iónica gera depois uma corrente eléctrica suficiente para despolarizar a membrana.
Os canais de sódio dependentes de tensão e os canais de cálcio dependentes de tensão são formados por um único polipéptido com quatro domínios homólogos. Cada domínio contém seis alfa-hélices que atravessam a membrana. Uma destas hélices, S4, é a hélice sensível à tensão. Possui muitas cargas positivas de tal maneira que cargas positivas fora da célula repelem a hélice, induzindo uma alteração corformacional que induz o fluxo de iões pelo canal. Os canais de potássio funcionam de modo similar, com a excepção de serem compostos por quatro polipéptidos, cada um com um domínio.
Os domínios proteicos sensíveis à tensão destes canais (o "sensor de tensão") contém geralmente uma região composta por hélices S3b e S4, que parecem ter uma sequência conservada, que ocorre numa variedade de células e espécies.